# Uomini senza paura
Uomini senza paura (Face to Face) è un film del 1952 diretto da John Brahm e Bretaigne Windust.
È un film a episodi statunitense con James Mason, Gene Lockhart, Robert Preston e Marjorie Steele. È composto da due segmenti intitolati Il passeggero misterioso (The Secret Sharer), di genere drammatico diretto da Brahm, e A colpi di pistola (The Bride Comes to Yellow Sky), di genere western diretto da Windust. I soggetti dei due episodi sono basati rispettivamente sul racconto Il compagno segreto  (The Secret Sharer) di Joseph Conrad (1910) e sul racconto breve  La sposa arriva a Yellow Sky (The Bride Comes to Yellow Sky) di Stephen Crane (1898).

## Trama

### Il passeggero misterioso
Il passeggero misterioso (The Secret Sharer) è un episodio sceneggiato da Æneas MacKenzie, tratto dal racconto Il compagno segreto di Joseph Conrad, e diretto da John Brahm. Nelle acque del Pacifico, il giovane comandante di un vascello britannico si trova con la nave all'ancora in attesa di venti favorevoli. Una notte, mentre è solo sul ponte, gli si avvicina un uomo, proveniente da una nave ancorata a breve distanza. È un ufficiale che gli confessa di essere fuggito dopo aver ucciso un marinaio che si rifiutava di compiere una manovra indispensabile per la salvezza dell'imbarcazione. Il comandante, all'insaputa dell'intero equipaggio, lo nasconde nella propria cabina e, quando arriva il capitano dell'altra nave, svia le ricerche. Levate le ancore, si avvicina il più possibile all'isola, in modo che il giovane possa scendere a terra e trovarvi rifugio.

### A colpi di pistola
A colpi di pistola (The Bride Comes to Yellow Sky) è un episodio sceneggiato da James Agee, tratto dal racconto La sposa giunge a Yellow Sky (The Bride Comes to Yellow Sky) di Stephen Crane, diretto da Bretaigne Windust. "Grinta" è un piantagrane alcolizzato, ultimo superstite di una banda di malviventi, che di tanto in tanto si diverte a terrorizzare la città sparando all'impazzata. L'unico a tenergli testa è lo sceriffo ma, in assenza di quest'ultimo, si ubriaca e si dà alla pazza gioia. Lo sceriffo è in procinto di sposarsi e, quando torna in paese disarmato insieme alla bellissima sposa, Grinta resta colpito dal suo tranquillo coraggio e getta via le armi.. Questo episodio,i cui interpreti principali furono Robert Preston e Marjorie Steele, anche lo sceneggiatore James Agee recitò una piccola parte.

## Produzione
Il film, diretto da John Brahm e Bretaigne Windust sulle sceneggiature di James Agee e Æneas MacKenzie dei soggetti di Conrad e di Crane, fu prodotto da Huntington Hartford per la Theasquare Productions e girato nei KTTV Studios dal 25 gennaio 1951.
Il film era stato originariamente concepito come una serie antologica televisiva composta da tre episodi di cui furono però realizzati solo i primi due, trasmessi poi nelle sale cinematografiche come unico film. Il terzo episodio doveva essere un adattamento del racconto breve Hello Out There di William Saroyan.

## Distribuzione
Il film fu distribuito nelle sale statunitensi dalla RKO Radio Pictures. con il titolo Face to Face nel novembre 1952
Altre distribuzioni:
- in Portogallo il 1º aprile 1954 (Cara a Cara)
- in Brasile (Caminhos da Aventura)
- in Grecia (Desmotai tis moiras)
- in Italia (Uomini senza paura)

## Critica
Secondo il Morandini il film è composto da due mediometraggi, "un intenso dramma marinaresco" e "un pittoresco racconto" western.